# Hastula rossacki
Hastula rossacki é uma espécie de gastrópode do gênero Hastula, pertencente a família Terebridae.